# The Last Resort (Trentemøller)
The Last Resort è il primo album in studio del musicista danese Trentemøller, pubblicato il 6 ottobre 2006 dalla Poker Flat Recordings.

## Tracce
Musiche di Anders Trentemøller.

### CD
1. Take Me into Your Skin – 7:44
2. Vamp – 4:33
3. Evil Dub – 6:15
4. Always Something Better – 6:10
5. While the Cold Winter Waiting – 5:04
6. Nightwalker – 4:08
7. Like Two Strangers – 3:25
8. The Very Last Resort – 8:31
9. Snowflake – 7:33
10. Chameleon – 6:57
11. Into the Trees (Serenetti Part 3) – 7:22
12. Moan – 5:51
13. Miss You – 4:03

The Singles – CD bonus nell'edizione limitata
1. Always Something Better (Vocal Version feat. Richard Davis) – 6:11 (testo: Richard Davis)
2. Moan (Vocal Version feat. Ane Trolle) – 5:45 (testo: Mikael Simpson – musica: Anders Trentemøller, Mikael Simpson)
3. Physical Fraction – 7:02
4. Polar Shift – 8:27
5. Chameleon – 7:57
6. Sunstroke – 8:23
7. Always Something Better (Trentemøller Remix) – 7:59
8. Nam Nam – 5:40
9. Killer Kat – 7:06
10. Rykketid – 5:11
11. Prana – 6:25

### LP
Lato A
1. Take Me into Your Skin – 7:44
2. The Very Last Resort – 8:31

Lato B
1. Evil Dub – 6:15
2. Snowflake – 7:33

Lato C
1. Nightwalker – 4:08
2. Into the Trees (Serenetti Part 3) – 7:22

Lato D
1. Always Something Better – 6:10
2. Moan – 5:51
3. Miss You – 4:03

## Formazione
Hanno partecipato alle registrazioni, secondo le note di copertina dell'edizione CD:
- Anders Trentemøller – strumentazione, produzione, programmazione, chitarra (tracce 1 e 8), basso (traccia 2), celesta (tracce 4 e 7), glockenspiel e melodica (traccia 5), carillon (traccia 7)
- Henrik Vibskov – batteria acustica (tracce 1 e 11)
- Mikael Simpson – basso distorto (traccia 1), chitarra acustica (traccia 8)
- Ossian Ryner – assistenza tecnica ai Denmarks Radio's Studio 9 (tracce 1, 4, 7 e 11)
- Karl Bille – basso (traccia 2)
- Arnaud Donez – chitarra e basso (traccia 3)
- Thomas "DJ T.O.M." Bertelsen – assolo di scratch (traccia 4)

## Classifiche
| Classifica (2006)         | Posizione massima |
| ------------------------- | ----------------- |
| Belgio (Fiandre)          | 62                |
| Danimarca                 | 5                 |
| Francia                   | 148               |
| Regno Unito (dance)       | 19                |
| Regno Unito (independent) | 22                |